# Premio Universidad Nacional (Costa Rica)
El Premio Universidad Nacional es el premio otorgado por la Facultad de Filosofía y Letras de Universidad Nacional de Costa Rica mediante la Escuela de Literatura y Ciencias del Lenguaje y el Departamento de Filosofía, a los ganadores del Certamen UNA-Palabra, con el objetivo de promover la producción literaria del país.
El Certamen propicia la creación del pensamiento y la producción literaria de obras de ensayo, narrativa, poesía o teatro.